# Bélesta (Ariège)
Bélesta (okzitanisch Belestar) ist ein Ort und eine französische Gemeinde mit 1.085 Einwohnern (Stand 1. Januar 2022) im Département Ariège in der Region Okzitanien (zuvor Midi-Pyrénées). Der Name Bélesta (ursprünglich Bellostare) bedeutet so viel wie ‚schöner Aufenthalt‘.

## Lage
Die Gemeinde Bélesta liegt im Tal des Hers-Vif am Fuß der französischen Pyrenäen etwa 46 Kilometer nordöstlich von Ax-les-Thermes bzw. etwa 27 Kilometer südlich von Mirepoix. Nachbargemeinden sind Lesparrou, Rivel, Roquefeuil, Fougax-et-Barrineuf und L’Aiguillon.

## Bevölkerungsentwicklung
| Jahr      | 1962 | 1968 | 1975 | 1982 | 1990 | 1999 | 2006 | 2019 |
| Einwohner | 1395 | 1330 | 1441 | 1386 | 1337 | 1179 | 1114 | 1072 |

Im 19. Jahrhundert hatte die Gemeinde stets zwischen 1800 und 2700 Einwohner. Die Reblauskrise im Weinbau und die Mechanisierung der Landwirtschaft führten im 20. Jahrhundert zu einem Verlust an Arbeitsplätzen und damit zu einem Absinken der Einwohnerzahlen bis auf die Tiefststände der letzten Jahrzehnte.

## Wirtschaft
Die Einwohner des Ortes lebten jahrhundertelang als Selbstversorger von Ackerbau und Viehzucht. Der in kleinem Umfang auch auf dem Gebiet der Gemeinde betriebene Weinbau kam Ende des 19. Jahrhunderts zeitweise völlig zum Erliegen, mittlerweile werden wieder Rot-, Rosé- und Weißweine produziert, die über die Appellationen Comté Tolosan und Ariège vermarktet werden. Viele leerstehende Häuser sind zu Ferienwohnungen (gîtes) umgebaut worden.

## Geschichte

### Frühgeschichte
Auf dem Gebiet der Gemeinde fand man erste Siedlungsspuren in umliegenden Karsthöhlen vom Ende der Altsteinzeit. Aus (vermutlich) keltischer Zeit stammt das Oppidum du Mayne, oberhalb der Fontaine de Fontestorbes. Archäologen datieren die Funde auf das 3. bis 1. Jahrhundert v. Chr.

### Mittelalter
Eine erste Burg existierte bereits vor dem Kreuzzug gegen die Albigenser (Beginn 1209). Sie gehörte der Familie de Bellissen, die 1229 im Vertrag von Paris alle Güter an Guy de Lévis, einem Mitstreiter Simon IV. de Montforts, abtreten musste. Gegen Ende des 13. Jahrhunderts entstand das sog. Château de la ville. Im Jahr 1320 kam die Saigneurie Bélesta durch Aufteilung der Grafschaft Mirepoix in den Besitz der Familie de Lévis-Léran. Ein Feuer zerstörte 1510 große Teile von Bélesta.

### Hugenottenkriege

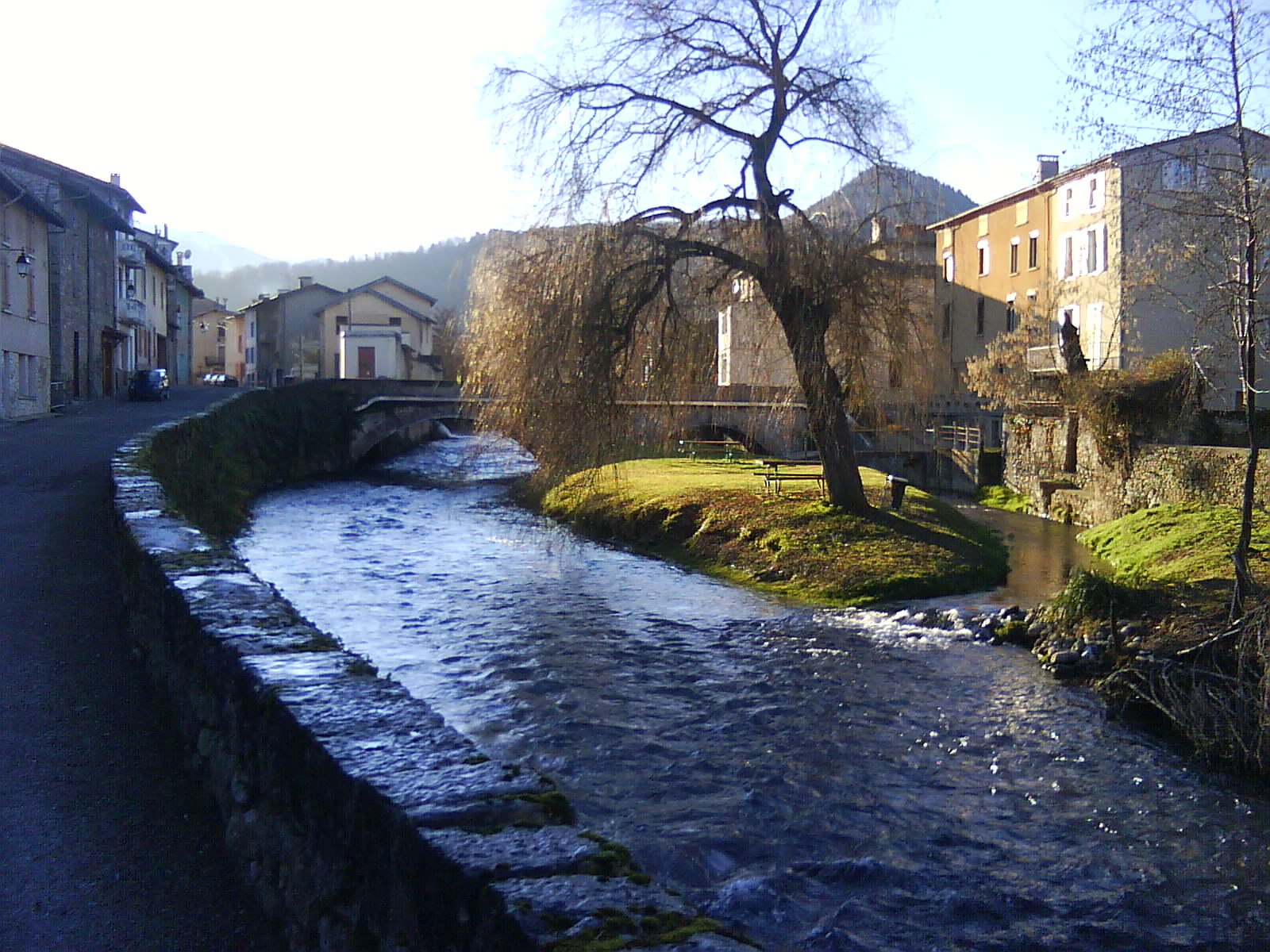
Der Hers-Vif bei Bélesta

Im Jahr 1522 zerstörten Protestanten aus Léran die Kirche im Val d’Amour. Mitte des 16. Jahrhunderts wurde Bélesta durch Erbteilung eigenständige Grafschaft. Im Jahr 1550 erbaute Jean-Claude de Lévis-Léran, Graf von Audan und Bélesta, das Château d’Amount. Er setzte sich in den folgenden Jahren an die Spitze der regionalen Hugenotten, verbot zwischen 1559 und 1599 den katholischen Glauben in der Grafschaft und ließ die Kirche Saint-Blaise in eine reformierte Kirche umbauen. 1674 ist das Château d’Amount nur noch eine Ruine.

### Seit der Französischen Revolution
Während der Französischen Revolution wurde 1794 Bélesta kurzfristig Hauptort eines Kantons. Doch schon 1804 wurde der Kanton aufgelöst und die Gemeinden in den früheren Kanton Lavelanet eingegliedert. Am 23. Juni 1802 zerstörte eine Flut des Hers-Vif große Teile des Ortes.

## Kultur und Sehenswürdigkeiten

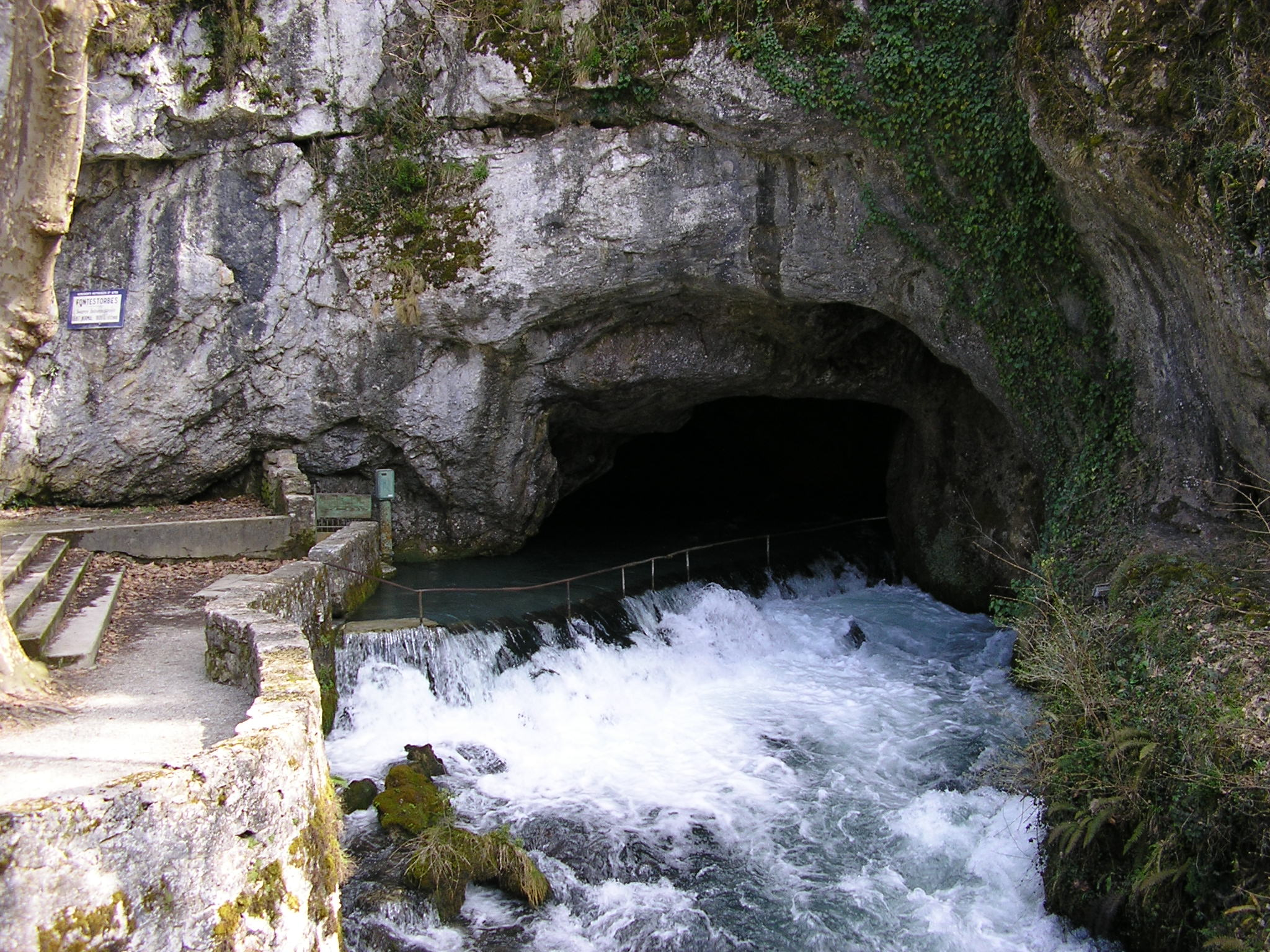
Fontaine de Fontestorbes

### Naturdenkmäler
- Gorges de la Frau: imposante Schlucht der Hers zwischen Comus und Bélesta
- Forêt de Bélesta: Der Wald von Bélesta lieferte das Holz für die Masten der Flotte Louis XIV.
- Fontaine de Fontestorbes: Die intermittierende Quelle befindet sich ca. 500 Meter östlich des Ortes.
- Gouffre des Corbeaux: Auf 850 m Höhe befindet sich mitten im Wald ein 60 auf 30 Meter großes und 110 Meter tiefes Loch.

### Bauwerke

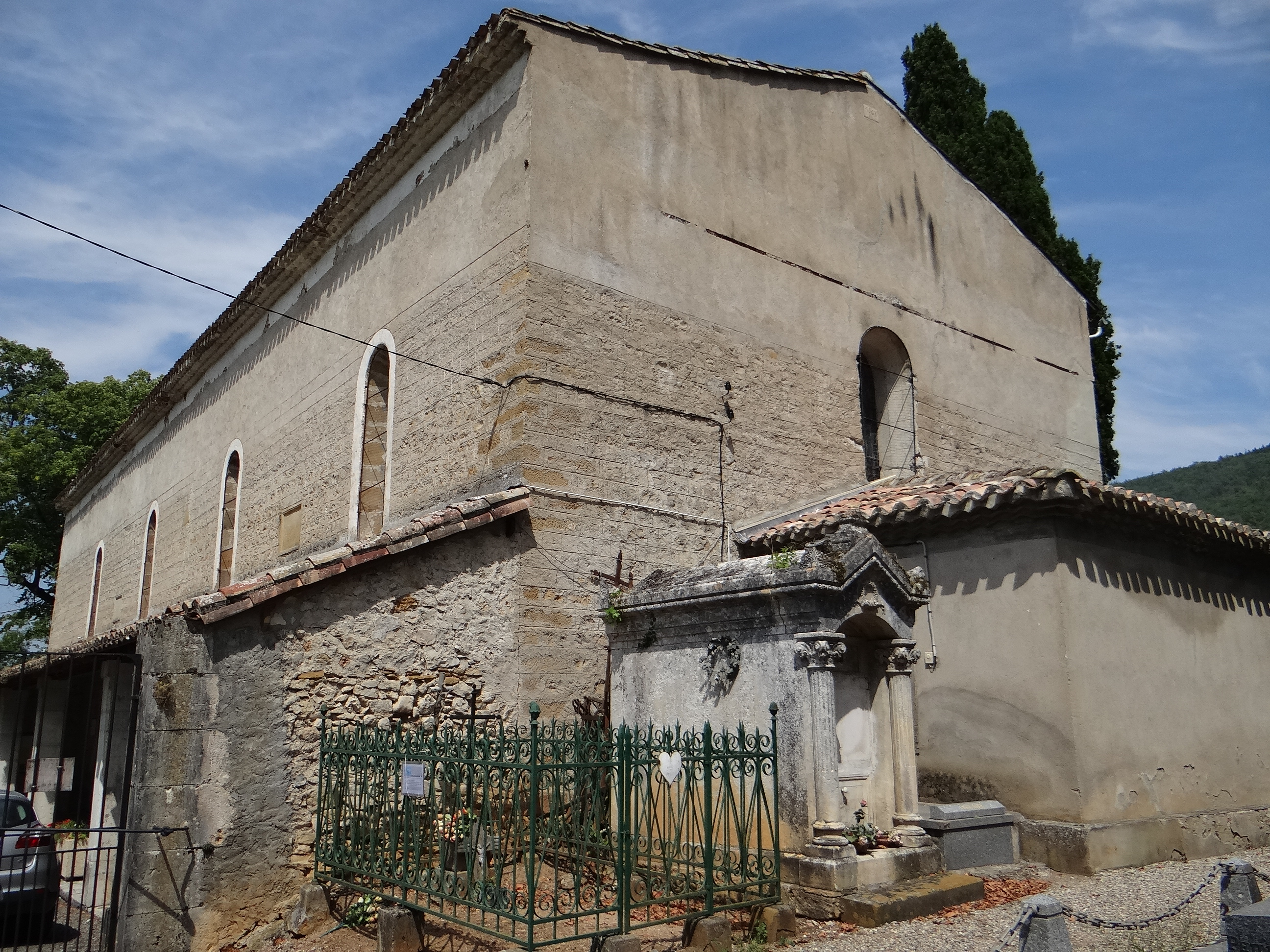
Kapelle Notre-Dame-du-Val-d’Amour

- Castel d’Amount: erbaut 1550, zerstört während der Hugenottenkriege. Heute sind nur noch Ruinen vorhanden.
- Château de Péchafilou: erbaut im 15. Jahrhundert, restauriert im 18. Jahrhundert
- Notre-Dame-du-Val-d’Amour: Kirche aus dem 14. Jahrhundert, restauriert im 17. Jahrhundert und 1824.

### Museen
- Das Museum für Frühgeschichte